# Campionato del mondo sportprototipi 1989
Il Campionato del mondo sportprototipi 1989 (en. World Sports-Prototype Championship 1989), è stata la 18ª edizione del Campionato del mondo sportprototipi.

## Risultati
| Nº | Data         | Gara                   | Costruttore vincitore | Piloti vincitori                 | Resoconto |
| -- | ------------ | ---------------------- | --------------------- | -------------------------------- | --------- |
| 1  | 9 aprile     | 480 km di Suzuka       | Sauber Mercedes       | Jean-Louis Schlesser Mauro Baldi | Resoconto |
| 2  | 21 maggio    | 480 km di Digione      | Porsche               | Bob Wollek Frank Jelinski        | Resoconto |
| 3  | 25 giugno    | 480 km di Jarama       | Sauber Mercedes       | Jochen Mass Jean-Louis Schlesser | Resoconto |
| 4  | 23 luglio    | 480 km di Brands Hatch | Sauber Mercedes       | Mauro Baldi Kenny Acheson        | Resoconto |
| 5  | 20 agosto    | 480 km del Nürburgring | Sauber Mercedes       | Jochen Mass Jean-Louis Schlesser | Resoconto |
| 6  | 3 settembre  | 480 km di Donington    | Sauber Mercedes       | Jochen Mass Jean-Louis Schlesser | Resoconto |
| 7  | 17 settembre | 480 km di Spa          | Sauber Mercedes       | Mauro Baldi Kenny Acheson        | Resoconto |
| 8  | 20 ottobre   | 480 km del Mexico      | Sauber Mercedes       | Jochen Mass Jean-Louis Schlesser | Resoconto |

## Classifiche

### Campionato mondiale piloti
Note Sono indicati solo i primi 10 piloti classificati su un totale di 55.
| Pos | Pilota               | Costruttore     | Totale |
| --- | -------------------- | --------------- | ------ |
| 1   | Jean-Louis Schlesser | Sauber Mercedes | 115    |
| 2   | Jochen Mass          | Sauber Mercedes | 107    |
| 3   | Mauro Baldi          | Sauber Mercedes | 102    |
| 4   | Kenny Acheson        | Sauber Mercedes | 97     |
| 5   | Frank Jelinski       | Porsche         | 84     |
| 6   | Bob Wollek           | Porsche         | 72     |
| 7   | Oscar Larrauri       | Porsche         | 54     |
| 8   | Patrick Tambay       | Jaguar          | 30     |
| 9   | Jan Lammers          | Jaguar          | 30     |
| 10  | Andy Wallace         | Jaguar          | 30     |

### Campionato mondiale squadre
Note Sono indicate solo le prime 6 squadre su 16 classificate.
| Pos | Squadra           | Totale |
| --- | ----------------- | ------ |
| 1   | Sauber Mercedes   | 155    |
| 2   | Joest Porsche     | 84     |
| 3   | Brun Motorsport   | 66     |
| 4   | Silk Cut Jaguar   | 47     |
| 5   | Nissan Motorsport | 37     |
| 6   | Aston Martin      | 26     |